# Homalota frigidula
Homalota frigidula är en skalbaggsart som beskrevs av Thomas Casey 1911. Homalota frigidula ingår i släktet Homalota och familjen kortvingar. Inga underarter finns listade i Catalogue of Life.